# Daniel du Janerand
Pour les articles homonymes, voir Du Janerand.
Daniel du Janerand, né le 18 juillet 1919 à Paris et mort le 30 juillet 1990 dans la même ville, est un peintre, graveur et lithographe français.
Rattaché à l'École de Paris, il est le père des acteurs Gilles Janeyrand (né en 1952) et Philippe du Janerand (né en 1959).

## Biographie
Daniel Jean Durand naît le 18 juillet 1919 dans le 4e arrondissement de Paris.
Élève à l'École nationale supérieure des beaux-arts, Daniel du Janerand a déjà participé au Salon des moins de trente ans — manifestation où s'affirme une nette opposition à l'art abstrait, Waldemar George observant que la tendance y prévalant est « un réalisme lyrique et pathétique » — lorsqu'il est sélectionné pour le prix Drouant-David de la Jeune Peinture en 1951. En 1953, Paul Rebeyrolle et Gaëtan de Rosnay en étant les vice-présidents, il est membre du comité du 4e Salon de la Jeune Peinture aux côtés de Vincent Guignebert, Michel de Gallard, Pierre Garcia-Fons, Jean Jansem, Bernard Buffet, Paul Aïzpiri, Michel Patrix, Michel Thompson, Paul Collomb et Walter Spitzer.
Il est ensuite membre fondateur du Salon Comparaisons, sociétaire ou exposant régulier des Salon d'automne, Salon de la Société nationale des beaux-arts, Salon des peintres témoins de leur temps, Salon des Tuileries.
Se partageant entre son domicile du 64, boulevard Soult à Paris et l'Indre-et-Loire, il meurt le 30 juillet 1990 dans le 12e arrondissement à l'âge de 71 ans et ne profita que peu de temps de sa maison de Savigny-en-Véron qu'il venait tout juste d'acheter à son élève et ami, le peintre Roland Balme.

## Citations

### Réception critique et témoignages
« Certains amateurs apprécient les qualités classiques de cette peinture chaleureuse et sereine au graphisme très prononcé, à la composition bien affirmée. »

— Gérald Schurr

« Il peint les aspects de la vie heureuse, dans des gammes claires et ensoleillées, une facture élégante et cependant robuste. »

— Dictionnaire Bénézit

« Il ne proposait que des choses auxquelles on ne peut se heurter, n'étant que des nuages de couleurs. Le sensible était décanté jusqu'au rêve, il est clair que le malheur ne peut entrer dans ces jardins, où la lumière dissuade même toute intrusion de l'ombre… La seule violence était celle d'une porte rouge qui surplombait la crue des verts - rien qu'une note de gaieté un peu vive. Plus de résistance, pas même celle de la forme, le choc du visible est amorti pour que s'opère sa réconciliation avec l'imaginaire. Le monde apparaît sous son meilleur jour, celui qu'on n'attend plus… La jouissance elle-même offerte indemne de toute violence - tout, fleurs, arbres, jardin, forêts, bateaux, nous était donné d'un coup, tout était là dans le printemps du paradis. Que cachait cette magie qui faisait de notre monde un autre monde, cet instant éternel, était-il à saisir comme une dernière chance de bonheur ? Je fis l'éloge de Daniel du Janerand dans Critique, je lui fis parvenir, je fus déçu de ne pas avoir de réponse. Un matin, mon fils m'apporta une lettre — le faire-part de décès de Daniel du Janerand. J'appris qu'il était mort dans son sommeil. »

— François-George Maugarlone

« Sa peinture peut être qualifiée de figurative, alors que très souvent son trait simplifié aurait pu le conduire à l'abstraction. Il est avant tout le peintre de la lumière et de la spontanéité. Classé parmi les peintres français figuratifs de l'École de Paris, il a fait partie du groupe d'artistes exposant au Salon de la Jeune Peinture. Jusqu'au dernier jour il a peint, allant de plus en plus vers une grande sobriété d'expression, de plus en plus à l'essentiel, vers ce qu'il ressentait profondément. Il est aussi habile dans les pastels dessinés sur nature que dans ses huiles plus travaillées en atelier, mais dans lesquelles la spontanéité et la lumière sont omniprésentes et magnifiées. »

— Philippe Jamault

### Hommage au peintre
À l'occasion de l’hommage rendu à son ami Daniel du Janerand, par la Société nationale des Beaux Arts, le peintre Maurice Boitel a écrit :

« Je ne peux, sans une grande émotion, revoir les toiles peintes en d'autres périodes que notre ami avait accrochées dans son atelier, comme la grande composition représentant une charrette espagnole, ou le bonheur (1955), son fils Philippe, enfant, tenant son vélo, Gilles, son deuxième fils, appuyé au mur, ou encore ce port breton si beau de matière et de luminosité, et cet admirable nu assis…
Daniel du Janerand a laissé plusieurs toiles inachevées dont une sur son chevalet : ultime témoignage ; jusqu'au dernier jour il a peint, allant de plus en plus vers une grande sobriété d'expression, de plus en plus à l'essentiel de ce qu'il ressentait profondément ; ses admirables pastels dessinés sur nature sont toujours là pour témoigner de la vigueur de son inspiration spontanée et magnifiée ensuite sur la toile; ces œuvres achevées nous transmettent un optimisme que souvent j'ai admiré ; optimisme qu'il conservait même dans ses épreuves de santé ; son dynamisme, son espoir, aidés par son grand talent, entraînaient vers un monde toujours meilleur; une lumière paradisiaque illumine le spectateur.
Daniel du Janerand, dans ses conversations sur notre art, notre vie, était toujours indulgent pour les autres, comme les plus grands. Autrefois, il y a longtemps, nous allions peindre ensemble en Brie. Je le vois encore devant son chevalet. Ces souvenirs anciens restent gravés en mon être, ces souvenirs que j'évoque encore aujourd'hui, de celui qui fut pour nous tous, un grand ami, un vrai peintre. »

— Maurice Boitel

## Œuvres

### Peintures murales
Lycées et collèges, siège social de Thomson, bâtiments SNCF de Quimper.

### Illustrations
- Nicolas Edme Restif de La Bretonne, La petite laitière, illustrations de Daniel du Janerand, Paris, Éditions de la Couronne, 1945.
- Sous la direction de Philippe Cara Costea, Sujet no 5 - Autoportraits, portefeuille de sérigraphies originales, contient dix autoportraits sérigraphiés par Philippe Cara Costea, Nicolas Carrega, Paul Collomb, Daniel du Janerand, Bernard Lorjou, Yvonne Mottet, Orlando Pelayo, Claude Roederer, Gaëtan de Rosnay et Claude Schürr, 200 exemplaires numérotés, La Jeune Peinture, 1951.
- Jean Rousselot, Le temps d'une cuisson d'ortie, dessin de Daniel du Janerand, Mortemart, Éditions Rougerie, 1955.
- Jean Rousselot, Le Chemin des Dames, trois gravures de Daniel du Janerand, 330 exemplaires numérotés, Mortemart, Éditions Rougerie, 1980.
- Pierre Benoit, Feu d'artifice à Zanzibar.
- Hervé Bazin, Lève-toi et marche, illustrations de Daniel du Janerand, ouvrage numéroté d'un ensemble de 7 volumes Œuvres avec une suite de 67 planches par Alain Bonnefoit, José Correa, Daniel du Janerand, Michel Jouenne, Jean Le Guennec, Édouard Georges Mac-Avoy, Jacques Pecnard et Henri Wastel, moulin de Bièvres, Éditions Pierre de Tartas, 1986.
- Louis Aragon, Francis Carco, Bernard Clavel, Colette, Léon Daudet, Jean Giono, Sacha Guitry, Pierre Mac Orlan, Hervé Bazin, Daniel Boulanger, Edmonde Charles-Roux, Françoise Mallet-Joris, François Nourissier, Emmanuel Roblès, Robert Sabatier, André Stil… Hier et aujourd'hui, l'Académie Goncourt, 21 textes de membres de l'Académie Goncourt, 21 lithographies par 13 artistes (Alain Bonnefoit, Michel Jouenne, Mick Micheyl, Gaston Sébire, Raymond Poulet, Michel Sementzeff, Louis Toffoli…), couverture dessinée par Daniel du Janerand, 530 exemplaires numérotés, Éditions Carré d'art, 1991.

### Médailles
- Eustache Le Sueur (1616-1655), 1975, médaille cuivre, diamètre 72 mm, Monnaie de Paris.
- Monuments de la ville de Paris, 1983, médaille en bronze florentin émaillé polychrome, diamètre 140 mm, 906 grammes, tirage de 250 exemplaires[12].

## Expositions
Daniel du Janerand a exposé aux États-Unis, en Angleterre, au Canada, au Mexique, en Russie, au Japon, en Italie, en Espagne, en Belgique, en Allemagne et en France : Paris, Lyon, Vichy, Valenciennes, Nantes, Amiens, Créon, Fougères, Rennes.

### Expositions personnelles
- Galerie Suillerot, Paris, 1955, 1956, 1958[4].
- Daniel du Janerand, lauréat 1970 du Prix Puvis-de-Chavannes de la Société nationale des beaux-arts, carrousel du Louvre, 1971.
- Galerie Pierre Gouverneur, château d'Homécourt, 1988[7].
- Daniel du Janerand - Cinquante ans de peinture, hôtel des ventes Giraudeau, Tours, 4 juillet 2011[6].
- Grands nus par Daniel du Janerand, hôtel Goüin, Tours, février 2015[13].

### Expositions collectives
- Salon des moins de trente ans, galerie des Beaux-Arts (Georges Wildenstein, 140 rue du Faubourg-Saint-Honoré), Paris, 1945[4].
- Salon des indépendants, Paris, 1951, 1955, 1956, 1957, 1959[4].
- Salon de la Jeune Peinture, Paris, 1952 (galerie La Boétie), 1953 (galerie des Amériques), 1954, 1955, 1958 (Musée d'art moderne de la ville de Paris)[4].
- École de Paris, Galerie Charpentier, Paris, 1954[4].
- Salon Comparaisons, Paris, 1954 (membre fondateur), 1955, 1956, 1957, 1958, 1959[4].
- Salon du dessin et de la peinture à l'eau, Paris, 1954, 1955, 1956, 1957, 1958, 1959[4].
- Salon des peintres témoins de leur temps, palais Galliera, Paris, 1955, 1956, 1957, 1958[4].
- Salon Terres latines, Paris, 1956, 1957[4].
- Biennale de la Jeune Peinture, pavillon de Marsan, Paris, 1957[4].
- Salon des Tuileries, Paris, 1957, 1958[4].
- Le pétrole vu par 100 peintres, toile exposée : Chalutier au ravaitaillement Paris, 1959[14]
- Salon d'art contemporain de Montrouge, mai 1965.
- 1er Salon Biarritz - San Sebastián : École de Paris, peinture, sculpture : Yvette Alde, André Beauce, Jehan Berjonneau, Louis Berthomme Saint-André, Roland Bierge, Andrée Bordeaux-Le Pecq, Rodolphe Caillaux, Jack Chambrin, Jean Cluseau-Lanauve, Paul Collomb, Jean-Joseph Crotti, Antonio Guansé, Henri Hayden, Franck Innocent, Daniel du Janerand, Adrienne Jouclard, Georges-André Klein, Jean Joyet, Germaine Lacaze, André La Vernède, Robert Lotiron, Jean Navarre, Roland Oudot, Robert Saint-Cricq, Maurice Verdier, Henry de Waroquier…, casino de Biarritz et Musée San Telmo, Saint-Sébastien (Espagne), juillet-septembre 1965[15].
- Salon de la Société nationale des beaux-arts, Paris, 1970.
- Salon d'automne, Paris, peintures : 1971 (Bateaux au port), 1972 (Le pont Louis-Philippe), 1973 (Intérieur bleu), 1975 (Femme au bouquet de roses), 1976 (Intérieur et Marine), 1977 (Femme au corsage bleu et Place des Vosges), 1978 (Intérieur au nu et Paysage), 1979 (Femme au paravent et Paysage), 1980 (Intérieur à la cheminée et Paysage), 1981 (Été à Paris et Paysage), 1982 (Jardin de la Riviera), 1983 (Matinal intérieur), 1984 (Avril à Toulon), 1985 (Villa Marie-Denise), 1986 (Jardin au mois de juin), 1987 (Fontaine de la Concorde), 1988 (Intérieur à la robe jaune), 1989 (Au bon matin), 1990 (Les bougainvilliers), 1991 (Portail blanc)[16].
- Daniel du Janerand et Jean Carzou - 48 peintures, 25 aquarelles, pastels et dessins de Daniel du Janerand, 34 lithographies de Jean Carzou, salle des fêtes de Fontainebleau, 14-30 avril 1973.
- Première exposition internationale des arts de Téhéran, Centre des expositions internationales, Téhéran, décembre 1974 - janvier 1975[17].
- Riviera-Rétro - Daniel du Janerand, André Cottavoz, Robert Savary, Galerie de Chisseaux, Beaulieu-sur-Mer, 1979[18].
- Salon de peinture de l'École polytechnique - Jean-Pierre Alaux, Michèle Battut, Maurice Boitel, Lucien Fontanarosa, Arnaud d'Hauterives, Daniel du Janerand, Michel Jouenne, Monique Journod, Germaine Lacaze, Gaston Sébire, Andrés Segovia…, salons d'honneur de l'École polytechnique, Palaiseau, mai 1990[19].

## Collections publiques

### Espagne
- Musée d'art moderne (es) de Tarragone, Sans titre (femme assise dans un intérieur), huile sur toile[20].

### France
- Musée de Créon (Gironde).
- Musée d'art figuratif de Fontainebleau.
- Musée de Gassin.
- Musée des Beaux-Arts de Lyon.
- Département des estampes et de la photographie de la Bibliothèque nationale de France, Paris.
- Musée Carnavalet, Paris, Le stand des arts plastiques de la Kermesse aux étoiles dans le jardin des Tuileries, dessin 32 × 24 cm, 1955[21].
- Musée d'art moderne de la ville de Paris :
  - L'atelier, lithographie originale numérotée 37/50, 38 × 54 cm, vers 1957[22].
  - Paysage provençal, dessin 55 × 70 cm, vers 1962[23].
- Musée Sainte-Croix, Poitiers.
- Fonds national d'art contemporain, Puteaux, dont dépôts :
  - Le chenal du Pouliguen, huile sur toile, Alliance française, Paris[4].
  - L'église Saint-Gervais, huile sur toile, 1954, hôtel de ville de Cognac (Charente)[4].
  - La place de la cathédrale de Tarragone, huile sur toile 73 × 60 cm, 1954, sous-préfecture de l'Aveyron, Villefranche-de-Rouergue[24].
  - Paysage de Guilvinec, huile sur toile, 1957, sous-préfecture de Cergy-Pontoise[4].
  - Maison du XVIe siècle en Seine-et-Marne, huile sur toile, 1958, préfecture du Maine-et-Loire, Angers[4].
- Musée Denys-Puech, Rodez, Maison rose en Île-de-France, huile sur toile, 1952[4].
- Villa Médicis, Saint-Maur-des-Fossés.
- Musée des Beaux-Arts de Valenciennes.
- Musée de Gajac, Villeneuve-sur-Lot.

## Collections privées référencées
- Collection Henri Adam-Braun, Bateaux au port, gouache, 31 × 50 cm[25].
- Collection Philippe Noiret, Parasol bleu, pastel, 22 × 27cm[26]

## Récompenses
- Prix Maurice-Pierre, 1952[4].
- Prix d'aquarelle de la revue Le Peintre, 1952[4].
- Prix de la Société des amateurs d'art et des collectionneurs, 1955.
- Prix Puvis-de-Chavannes de la Société nationale des beaux-arts, 1970.
- Prix de la Société des amateurs d'art.
- Médaille du ministère de la Marine.
- Prix de Saint-Affrique, 1984.